# Megullia Dotata
Megullia, surnommée Dotata (richement dotée), est une noble romaine, fille de consul, vivant sous la République romaine. On ne sait rien d'elle, à part le montant de sa dot, considéré à l'époque comme exceptionnel.

## Biographie
Megullia est l'une des cent six femmes mentionnées par Giovanni Boccaccio dans son livre De Mullieribus claris de 1362,. Elle est célèbre comme le dit Boccace « plus de par la prodigalité de ses ancêtres que par le biais de ses propres actes. À l'époque, il semblait extraordinaire de donner 50 000 pièces de bronze en dot à son mari ». Boccace utilise les manuscrits de Valère Maxime comme source, mais ils « sont en désaccord sur le montant d'argent de la dot de Megullia ». Valère Maxime indique que Cnaeus Cornelius Scipio Calvus écrivit au Sénat depuis l'Espagne en demandant à être remplacé. Il souhaitait revenir à Rome pour constituer une dot pour sa fille qui était en âge de se marier. Le Sénat préférait garder Scipion en Espagne, de sorte qu'il consulta la future mariée et la famille de Scipion pour convenir d'un montant acceptable pour la dot de la fille d'une personne de haut rang. Le Sénat pourvut la dot de la fille de Scipion en prélevant dans le trésor public la somme de 40 000 as. Valère Maxime compare cette somme constitutive d'une fortune familiale à celle constituée pour Tuccia, fille de Caeso Quinctius, (de 10 000 as) et pour Megullia, fille d'un consul, (de 50 000 as) - d'où le terme de "Dotata" (dotée) utilisée quand elle entra dans la maison de son mari avec cette somme importante. Le terme de Megullia Dotata est par la suite employé pour qualifier une femme dotée de façon importante. En sus des dots pour les filles de  Scipion et de Fabricius, le Sénat a doté d'autres jeunes filles pour des hommes qu'il voulait maintenir en service s'il n'y avait pas dans leur famille les fonds pouvant constituer une dot, comme dans le cas de Fabricius Luscinus.

## Dotata
Au début de la république Romaine les dots étaient peu importantes. Par exemple, la dot donnée par le sénat à la fille de Scipion l'Africain n'était que 11 000 as. Si la dot était d'environ cinq fois ce montant, (50 000 as), elle était considérée comme une fortune et Megullia a été surnommé Dotata,. Le nom dotata était synonyme de "dot pour une fille" et était le nom donné à la jeune femme qui avait une dot. Cette tendance s'est poursuivie pendant une longue période et si la dot était importante alors que la jeune femme dotée était appelée une Megullia Dotata.